# 牛耕式轉行書寫法

以牛耕式轉行書寫法书写的希臘文

牛耕式轉行書寫法（希臘語：βουστροφηδόν，羅馬化：boustrophēdón，又譯折行書）是一種古代書寫方式。它出現在古代希伯來文和阿拉伯文、希臘文等的手稿之中。
現代文字多數習慣將文字逐行書寫：横排文字從左邊開始書寫，當到了右方邊緣時，便會由下一行的左邊開始繼續書寫；直排文字则是從上方開始書寫，到了下方邊緣，便从下一行的上方繼續。而牛耕式转行书写法到了一行的结尾时，下一行从上一行结尾这一侧开始，头尾相连地書寫。即若第一行是由左到右書寫，第二行則由右至左書寫，下一行又是由左至右。而且，每個字母在从右至左的行需要镜像反轉。
希臘语的来自于「牛」和 「拐彎」，整個字意为「像牛犁田般拐彎」。

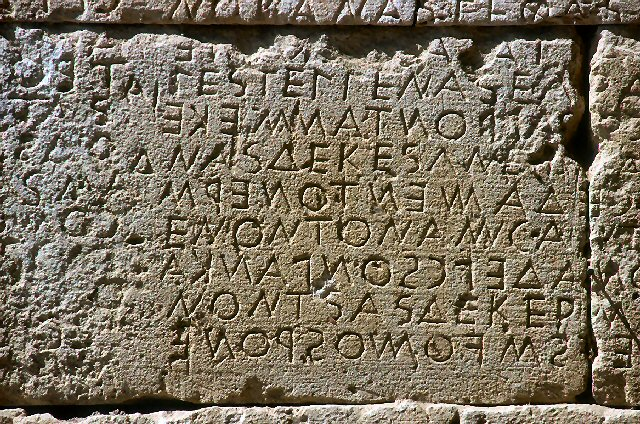
格爾蒂法典

如果以牛耕式轉行書寫法書寫英语，就會變成這樣

## 外部連結
- 一個產生boustrophedon的程式（英）
- 網站（不支援Mozilla）